# Amathimysis gibba
Amathimysis gibba är en kräftdjursart som beskrevs av Brattegard 1969. Amathimysis gibba ingår i släktet Amathimysis och familjen Mysidae. Inga underarter finns listade i Catalogue of Life.